# Punto adherente
En matemática, en el área de topología, se dice que el punto {\displaystyle x} es un punto adherente a un subconjunto  {\displaystyle A} de un espacio topológico {\displaystyle X}, si {\displaystyle x\in {\bar {A}}}, cerradura de {\displaystyle A}, es decir que toda vecindad de {\displaystyle x} contiene al menos un elemento de {\displaystyle A}.

## Definición
Un punto {\displaystyle x} se denomina punto de adherencia de un conjunto {\displaystyle A} si para todo entorno {\displaystyle U_{x}}se cumple  que {\displaystyle U_{x}\cap A\neq \varnothing }.
Esta definición es más general que la de punto de acumulación, que requiere que todo conjunto abierto que contenga a x contenga al menos un punto de A pero diferente de x. Todo punto de acumulación es un punto adherente, pero el reciproco no es siempre cierto. En este sentido, la noción de punto adherente no es intrínseca, pues depende del espacio topológico del cual A es visto como subconjunto.
Un punto de X que no es adherente a A se llama punto exterior, y es interior a X\A.
Un punto adherente a A es o bien un punto de acumulación de A o bien un elemento de A (o los dos). Un punto adherente que no es un punto de acumulación es un punto aislado.

## Ejemplos
- En {\displaystyle \mathbb {R} }, {\displaystyle 1} es un punto de  adherencia del intervalo cerrado {\displaystyle [0,1]}. También lo es del intervalo abierto {\displaystyle ]0,1[\ }
- Más generalmente, en {\displaystyle \mathbb {R} }, la cota superior y la cota inferior de un conjunto acotado no vacío son adherentes a este conjunto, en ese caso son elementos del conjunto, luego adherentes a él. Más generalmente, el supremo y el ínfimo son puntos adherentes a un conjunto acotado.
- El límite de una sucesión o de una función es adherente al conjunto de valores que toma la función.
- Para todo subconjunto S de un espacio métrico M,  S contiene todos sus puntos adherentes si y solo si S es cerrado en M.
- Sea el conjunto A = {5} U (1; 3). Respecto a la topología usual de ℝ, sus puntos adherentes son: 5, y todos los puntos del intervalo cerrado [1;3]; además 5 es punto aislado de A y los puntos 1 y 3 son puntos exteriores de A. Y el conjunto adherencia es Adh(A) = {5}U[1;3] que es cerrado por ser unión de dos cerrados

## Propiedades
- Todo elemento de A es adherente a A.
- Si la topología de X es discreta, solo los puntos de A son adherentes a A.
- Si la topología de X es trivial y si A es no vacío, todo punto de X es adherente a A.